# Karambira (periodiskt vattendrag)
Karambira är ett periodiskt vattendrag i Burundi.   Det ligger i provinsen Bubanza, i den västra delen av landet, 20 kilometer nordost om huvudstaden Bujumbura.
I omgivningarna runt Karambira växer i huvudsak städsegrön lövskog. Runt Karambira är det tätbefolkat, med 308 invånare per kvadratkilometer.